# Comuna Ciuchici, Caraș-Severin
Ciuchici este o comună în județul Caraș-Severin, Banat, România, formată din satele Ciuchici (reședința), Macoviște, Nicolinț și Petrilova.
Centru de comună, Ciuchiciul este o localitate situată la o distanță de 15 km de orașul Oravița. La aproximativ 12 km pe șoseaua Oravița-Moldova Nouă, drumul o ia la stânga spre Sasca Montană, ca apoi după 3 km să ajungă în această localitate.
Localitatea este pomenită pentru întâia oară într-o diplomă a regelui Matias din sec. al XV-lea, sub denumirea de Tyuko. În anul 1690 este amintită făcând parte din Districtul Palanka, iar în 1717 apare sub denumirea de Zuchis.

## Demografie
Componența etnică a comunei Ciuchici
     Români (75,96%)
     Romi (14,13%)
     Alte etnii (9,91%)
Componența confesională a comunei Ciuchici
     Ortodocși (84%)
     Baptiști (3,93%)
     Penticostali (1,47%)
     Alte religii (0,69%)
     Necunoscută (9,91%)
Conform recensământului efectuat în 2021, populația comunei Ciuchici se ridică la 1.019 locuitori, în scădere față de recensământul anterior din 2011, când fuseseră înregistrați 1.338 de locuitori. Majoritatea locuitorilor sunt români (75,96%), cu o minoritate de romi (14,13%). Din punct de vedere confesional, majoritatea locuitorilor sunt ortodocși (84%), cu minorități de baptiști (3,93%) și penticostali (1,47%), iar pentru 9,91% nu se cunoaște apartenența confesională.

## Politică și administrație
Comuna Ciuchici este administrată de un primar și un consiliu local compus din 9 consilieri. Primarul, Ion Orbulescu[*], de la Partidul Social Democrat, este în funcție din 2008. Începând cu alegerile locale din 2024, consiliul local are următoarea componență pe partide politice:
|  | Partid                    | Consilieri | Componența Consiliului | Componența Consiliului | Componența Consiliului | Componența Consiliului | Componența Consiliului | Componența Consiliului |
|  | ------------------------- | ---------- | ---------------------- | ---------------------- | ---------------------- | ---------------------- | ---------------------- | ---------------------- |
|  | Partidul Social Democrat  | 6          |                        |                        |                        |                        |                        |                        |
|  | Partidul Național Liberal | 2          |                        |                        |                        |                        |                        |                        |
|  | Uniunea Salvați România   | 1          |                        |                        |                        |                        |                        |                        |

## Legături externe

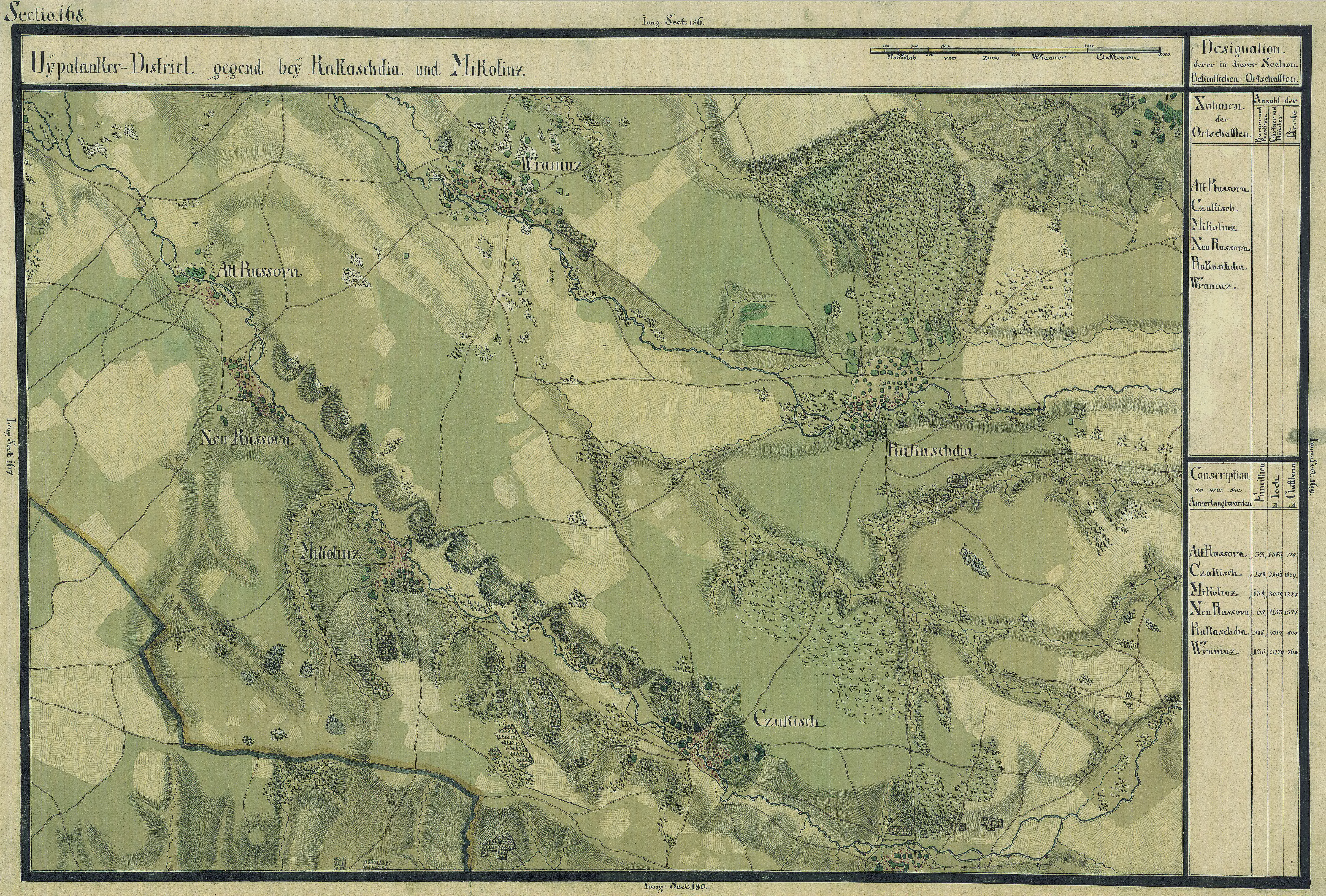
Ciuchici în Harta Iosefină a Banatului, 1769-72